# Haaren (Bad Wilsnack)
Haaren ist ein Gemeindeteil von Bad Wilsnack im Landkreis Prignitz und zählt zum Amt Bad Wilsnack/Weisen.

## Lage
Haaren liegt im Naturpark Elbetal in Brandenburg an der Kreisstraße 7007. Nach Bad Wilsnack im Südwesten sind es 3,8 km und nach Groß Werzin im Norden 5 km. Nach Plattenburg im Südosten sind es circa 3 km.

## Geschichte
Erstmals urkundlich erwähnt wurde Haaren als Dorf mit Mühle im Jahr 1316 unter dem Namen Horne. 1422 tauchte der Name als Vor deme Horne auf. Horne bedeutet auf slawisch Herd oder Töpferofen und deutet auf den slawischen Ursprung des Ortes. Im Jahr 1499 hieß es in einem Dokument wüste Mühlenstätte beim Haaren, was darauf schließen lässt, dass die Mühle oder der gesamte Ort wüst gefallen war. 
Aus dem Jahr 1707 ist das Vorwerk Haaren als der Kleine Hahren dokumentiert. Es gehörte zum Gutsbezirk Kletzke. Am 1. Oktober 1928 kam der Besitz zur Gemeinde Grube. 
In der DDR-Zeit wurde Haaren 1971 als Ortsteil nach Bad Wilsnack eingemeindet und gehörte zum Bezirk Magdeburg. Mit der Neubildung von Bundesländern nach der Wiedervereinigung kam Bad Wilsnack mit Haaren zum Bundesland Brandenburg.
Anlässlich der 700-Jahr-Feier von Haaren stellten die Bewohner einen Gedenkstein mit Inschrift auf und pflanzten eine Buche. Der Stein wurde aus dem Fundament einer im Jahr 2010 abgerissenen Feldsteinscheune gefertigt und auf einer neu angelegten Grünfläche nahe der Mühle feierlich eingeweiht.

## Wirtschaft
Die wenigen Bewohner des Ortes betreiben Landwirtschaft und leben davon. Bemerkenswert ist, dass eine Familie seit dem 21. Jahrhundert auf rund 18 Hektar Tabak anbaut. Dieser geht nach der Ernte zur Weiterverarbeitung in eine Zigarettenfabrik nach Karlsruhe (Zigarettenfabrik Leo Metzger).
Die in historischen Urkunden erwähnte Mühle ist als symbolträchtiger Nachbau im Ort vorhanden. 
Bekannt ist Haaren für seinen Flohmarkt, der im Jahr 2016 zum siebenten Mal auf einer privaten Wiese stattfand.
Außerdem veranstaltet die Ortsbürgerschaft seit 2005 unter dem Namen Krankenschwester Rock(t) ein Rockmusik-Festival, das jährlich einige Hundert Interessierte anlockt.